# Sympastrophus manokwarinus
Sympastrophus manokwarinus är en mångfotingart som beskrevs av Chamberlin 1920. Sympastrophus manokwarinus ingår i släktet Sympastrophus och familjen Trigoniulidae. Inga underarter finns listade i Catalogue of Life.